# منطقه هبئی
منطقه هبئی (به چینی: 河北区، به پین‌یین: Héběi Qū) یک منطقهٔ شهرداری تابع شهر تیانجین، در جمهوری خلق چین است. منطقه هبئی ۲۹٫۱۴ کیلومتر مربع مساحت و ۷۸۸٬۰۰۰ نفر جمعیت دارد و ۱۴ متر بالاتر از سطح دریا واقع شده‌است.
منطقهٔ هبئی یکی از مناطق تاریخی و مرکزی شهر تیانجین می باشد. نام این منطقه، به معنی «شمال رودخانه» می باشد، اشاره به موقعیت این منطقه در شمال رود های.